# Julia Bertrand
Julia Bertrand (14 de febrero de 1877, Gemaingoutte (Vosgos) - 25 de marzo de 1960, Fontenay-aux-Roses,) fue maestra, militante sindicalista libertaria, antimilitarista, pacifista, feminista y librepensadora anticlerical.

## Biografía
Fue delegada en el Congreso internacional de Librepensadores, celebrado en París del 3 al 7 de septiembre de 1905.
Como sindicalista participa activamente en la creación de la Federación Nacional de los Sindicatos de Maestros (FNSI), fundada en 1905 y ligada a la Confederación General del Trabajo en 1907.
A partir de diciembre de 1906 colabora en La Femme affranchie, «órgano del feminismo obrero socialista y librepensador» fundado en agosto de 1904 por Gabrielle Petit.
En julio de 1911 acoge a Gabrielle Petit que se encontraba entonces sin hogar, en su casa de maestra, en Biffontaine. Eso causa escándalo, y como participa igualmente en la campaña de la CGT contra la guerra, sufre un traslado disciplinario.
Colabora con el periódico libertario La Vrille publicado en Épinal por el anarquista Victor Loquier.
Fichada con el Carné B (fichero de los antimilitaristas), la arrestan el 21 de agosto de 1914 y la envían a un campo de concentración. Como consecuencia de una campaña de protesta es liberada el 18 de febrero de 1915, pero destituida de la enseñanza,.
Desde mayo de 1915 hasta su cierre en noviembre de 1917 es maestra en la escuela libertaria La Ruche, fundada por Sébastien Faure.
Escribe regularmente en la prensa anarquista : L’En-dehors, L'Idée libre, Le Libertaire.
El 14 y 15 de noviembre de 1920 participa en el primer congreso de la Unión Anarquista, y en Le Libertaire del 21 de noviembre protesta contra «el tabaquismo» que había dominado la asistencia.
En el período de entreguerras colabora regularmente en Le Libertaire, donde defiende sobre todo la causa feminista.
En junio de 1924 se alza contra la vivisección.
En julio de 1928 defiende el librepensamiento y apoya a los objetores de conciencia.
En 1924 es responsable, para el área de París y su extrarradio, de la Liga de Acción Anticatólica fundada por André Lorulot. Esta liga estaba afiliada a la Federación Nacional del Librepensamiento.
En octubre de 1925, gracias a una campaña de la Federación Nacional de los Sindicatos de Maestros, se le rehabilita como maestra en Sena y Oise.
Durante la Segunda Guerra Mundial lo pierde todo en el bombardeo de Noisy-le-Sec.

## Cita
«No creeré nunca que es un crimen amar una doctrina de la cual se enorgullecen honrados sabios, sinceros grandes hombres como Élisée Reclus y Piotr Kropotkin». Extraído de una carta de respuesta al prefecto que la destituyó por haber manifestado «sus simpatías hacia el antimilitarismo y su admiración por la doctrina anarquista».

## Homenaje
Según el sindicalista François Bernard : «Aquí está, en la presidencia, una figura extraña: Julia Bertrand. Sus cabellos cortos que caen naturalmente y rozan apenas los hombros escandalizan un poco, incluso a los más emancipados, tan violentamente contrastan con las cabelleras opulentas de sus compañeras. Se diría un rostro de otro tiempo. ¿Pasado? No. Por venir. La fisonomía, muy suave, como inspirada, es la de un apóstol. En efecto, es uno de ellos. Libertaria, se esfuerza por poner sus actos en concordancia absoluta con sus palabras. Es caritativa con todos, se priva de lo necesario para mitigar los sufrimientos que conoce o adivina, sin preguntarse si la angustia que golpea a su puerta está acompañada de la virtud».

## Obra
- Introducción a Louis Rimbault, Le tabac, les infirmités, les fléaux qu'il provoque, le remède naturel..., , Luynes, Éditions de l'École de pratique végétalienne,1927, nota BNF.
- Le tabac : poison de la vie en toutes circonstances, Société contre l'abus du tabac, 1935, nota.
- Colectivo, La Vie et l’œuvre de Sébastien Faure, París, Bruselas, Pensée et Action, 1961.

### Prensa
- Patrick Schindler, Gabrielle Petit, l’indomptable : une femme affranchie,Le Monde libertaire, n.º 1628, 24 de marzo de 2011, texto integral.
- Le Populaire, artículos en línea.
- Le Rappel, artículos en línea.